# Zhytomyr (tỉnh)
Tỉnh Zhytomyr (tiếng Ukraina: Житомирська область, chuyển tự Zhytomyrs’ka oblast’; cũng viết Zhytomyrshchyna - tiếng Ukraina: Житомирщина) là một tỉnh của Ukraina, giáp biên giới với tỉnh Gomel của Belarus. 
Tỉnh lỵ đóng ở Zhytomyr. Tỉnh có diện tích 29.832 km2, dân số năm 2006 là 1.328.158 người. 